# Distrito Sur (Botsuana)
El distrito Sur es uno de los 9 distritos de Botsuana, que tiene por capital a la ciudad de Kanye.

## Territorio y población
Este distrito tiene una población de unos 186 831 habitantes (cifras del censo del año 2001). Su extensión de territorio abarca una superficie de 28 470 km². La densidad poblacional es de 6,56 habitantes por km².
- Datos: Q57609